# Mons-Chimay-Mons
 (mars 2020).
Si vous disposez d'ouvrages ou d'articles de référence ou si vous connaissez des sites web de qualité traitant du thème abordé ici, merci de compléter l'article en donnant les références utiles à sa vérifiabilité et en les liant à la section « Notes et références ».
 (mars 2020).
- Si vous ne connaissez pas le sujet, laissez ce bandeau (vous pouvez alors contacter les auteurs).
- Si vous supprimez le contenu mis en cause (vous pouvez préalablement contacter les auteurs),

argumentez précisément cette suppression dans la page de discussion
(un manque de référence n'est pas un argument ; une recherche réelle de référence doit avoir été effectuée, être formellement documentée).
Le « Mons-Chimay-Mons », aussi appelé MCM, est une randonnée cyclotouriste organisée le 1er mai par le club des Dragons Audax Mons en Belgique. Les différents parcours oscillent entre 25 et 200 kilomètres. La source est de Demoulin Jacques, président des Dragons Audax Mons de 1992 à 2006 et membre du club depuis 1973.

## Description
Le 150 kilomètres est un brevet à dénivelé et le 200, un BCCB (Brevet Cyclo-coteur Belge). La randonnée part de Mons (Belgique) et traverse les régions de Vieux-Reng, Colleret (France), Cousolre (France), Leval, Froidchapelle (150 km), Couvin (200 km) et Chimay (150 & 200 km).
Le parcours est assez sélectif :
- celui de 150 kilomètres présente un dénivelé de +/- 1 600 mètres ;
- celui de 200 kilomètres présente un dénivelé de +/- 2 500 mètres.

Chaque année, le Mons-Chimay-Mons attire entre 2 000 et 2 500 participants.

## Historique
Le 21 mars 1971, le comité des dragons audax Mons (DAM) crée une nouvelle randonnée vers Chimay. Un petit nombre de cyclistes couvrent, en allure libre, les 116 km du parcours sans se douter qu'ils participent ainsi à la première édition de ce qui deviendra le classique du club « Mons Chimay Mons ».
Le 2e MCM effectué le 16 avril 1972 est différent. Son kilométrage est porté à 200 kilomètres et surtout, RLVB oblige, en allure Audax (environ 22,5 km/h de moyenne) 58 cyclistes rejoignent Chimay via le mur de Thuin, Walcourt et Cerfontaine pour en revenir par Hirson, Trelon, Solre-le-Château et Maubeuge.
Le 1er mai 1975, le 5e « Mons Chimay Mons » passe par Lobbes, Thuin et le mur, Cerfontaine, Gonrieux, Cul-des-Sars, l'Escaillière, Scoumont pour atteindre Chimay puis par Macon, Sivry, Cousolre, Erquelinnes, Estinnes, Havré et le tir rentre au ducal "local des DAM" au terme de 200 km.
Le Mons-Chimay-Mons de 1976 est roulé par 226 cyclotouristes. En 1977, MCM propose aux 400 inscrits les distances de 110 et 200 km. Et nouveauté sur le 200 : deux allures sont prévues : l'allure audax en peloton, et l'allure libre. L'itinéraire reste traditionnel.
En 1978, les quelque 500 participants aux deux allures de MCM sont surpris par l'arrivée jugée au pied du beffroi de Mons après les grimpées des rues d'Havré, des Clercs et la rampe du Château. En 1979, 318 participants pour les deux allures.
Quelque 484 cyclos terminent leur traditionnelle escapade au pied du beffroi en 1980 et l'année suivante a lieu un MCM nouvelle monture, qui abandonne Thuin et son mur pour emprunter les routes de l'Avenois et voit 189 adeptes du petit braquet endurer 2 500 m de dénivelé.
En 1982, 600 cyclos sont au départ de MCM qui atteint Couvin pour la première fois. En 1983, 634 participants à MCM uniquement en allure libre, Erquelines, Cousolre, Froidchapelle, Nismes, Couvin, Bruly, Cul-des-Sars, Chimay, Sivry, Solre-le-Château et Villers-sur-Nicole, figurent sur le tracé corrigé.
En 1984, il y a 704 participants et, en 1985, ils sont 540 à rouler le 220 km de MCM, le même jour, le club donne un coup de main au service des sports de la ville de Mons qui organise une journée du cyclotourisme, 154 personnes s'élancent de l'hôtel de ville pour couvrir les 20, 40 ou 60 km. Les DAM quittent la Royale ligue vélocipédique belge (RLVB) pour la Fédération belge du cyclotourisme (FBC).
En 1986, ils sont 537 à affronter les 3 350 m de dénivellation. Le comité a adjoint en 1987 un tracé allégé de 150 km. 95 des 555 inscrits ont apprécié cette initiative.
En 1988, MCM a encore innové une nouvelle bosse est proposée aux 538 candidats au 220 km la côte de Mazée. Et en plus du 150 km un petit circuit de 80 km est tracé, 139 cyclos y puisent leur satisfaction. En 1989, les DAM voient 600 cyclos sur les différents itinéraires.
Ils sont 951 en 1990 (547 sur le 210, 251 sur le 150, 114 sur le 90 et 39 sur le 40 km) bien sûr les petits circuits ne vont pas jusqu'à Chimay. 
En 1991, le 20e MCM sous la présidence de Michel Dessart et Demoulin Jacques  un changement de lieu de rassemblement: l'institut des Ursulines offrant tant de facilités; ensuite un parcours de 300 km poussant un pointe vers le mont Revin et prévoyant un logement à Couvin ainsi que deux tracés VTT qui s'ajoutent aux distances de l'année précédente. malgré le temps froid et les averses de la veille, plus de 700 sportifs défilent à la table d'inscription.
En 1993 sous la présidence de Demoulin Jacques que Mons Chimay Mons est devenu ce qu'il est actuellement.
En 2011, pour le 40e anniversaire de MCM, 2323 participants sur tous les circuits. L'année suivante : 41e Mons-Chimay-Mons. Record battu : l'édition 2012 du MCM a accueilli 2295 cyclos et plus de 375 VTTistes ; 2670 participants. Le précédent record de participation était de 2603 participants en 2010. Plus de 481 cyclo sur le 205 km, 828 sur le 155 km 659 vlaamse wielervrienden 200 Français, dont 16 d'Armbouts-Cappel et une dizaine de Dieppois (qui sont fidèles depuis plus de 10 ans).
2 317 participants en 2013, donc 266 Français ; 1220 Hainaut ; 530 Flamands environ. Après la rupture hivernale due à la neige et les mises en jambes printanières, viendra en mai le temps des grands rendez-vous. Traditionnellement et depuis plus de 40 ans, le club montois lance la saison des brevets cyclo-côteurs.
La pratique du cyclotourisme a beaucoup évolué ces dernières années. Les cyclotouristes au long cours côtoient désormais des clubs qui aiment rouler sportivement en peloton. Mons-Chimay-Mons réunit également d'autres publics diversifiés : cyclo-contemplatifs, groupes familiaux... qui prennent du plaisir sur les courtes distances. Afin que chacun puisse profiter au mieux de cette belle fête du vélo, les dragons proposent des nouveaux parcours pour cette édition 2013.
Ces changements s'accompagnent paradoxalement d'un retour aux « fondamentaux » de MCM. Les nostalgiques des éditions plus anciennes comprendront: la Vallée de la Thure revient au programme ainsi que la « trilogie » des côtes proches de l'arrivée qui se clôture par le célèbre Casse-cou. La boucle du Viroin et le Val Joly s'ajoutent au programme pour la beauté des paysages. Les parcours proposés s'étalent désormais graduellement de 60 à 210 km (60-85-115-135-165-210). Par contre, pour concentrer ses forces vives sur la réussite des parcours routiers, le club montois a décidé de ne pas proposer de randonnées VTT pour cette édition 2013.
Quelque 2 400 participants en 2014. La 45e édition du Mons-Chimay-Mons a lieu en 2016 avec 1 773 participants qui ont sillonné la botte du Hainaut sur de nouveaux parcours. 
En 2018, les parcours de 115, 135 et 160 km sont des "Brevets à dénivelés" (BàD), les 190 et 225 km des "Brevets Cyclo-coteurs" (BCCB) qui proposent des dénivellations de +/- 2 500 et 2 900 m.  
Un circuit guidé de nonante kilomètres est réservé aux usagers de vélos électriques. Et les possesseurs de vélos de type "Gravel" se voient proposer deux itinéraires (125 et 90 km) suivant une trace GPS.
Chaque année, M.C.M. attire quelque 2 000 participants.  
Les Dragons s'adaptent à l'évolution du vélo-loisir. Ainsi, depuis 2015 un guide emmène les "vélos électriques" vers des sites d'intérêt touristique. Et depuis 2018, les possesseurs de vélos de type "Gravel" peuvent partir sur deux circuits qui, en suivant la trace GPS, leur feront découvrir des sentiers adaptés à ce type de monture.
1er mai 2020 annulé pour cause de Corona 19  
2020/ 2021 : pas de Mcm. Raison : Covid-19